# بارا هيلز نايتس
بارا هيلز نايتس هو نادي كرة قدم أسترالي تم إنشاؤه في سنة 1907 الميلادية 